# Napeogenes jamariensis
Napeogenes jamariensis är en fjärilsart som beskrevs av Ferreira D'almeida 1951. Napeogenes jamariensis ingår i släktet Napeogenes och familjen praktfjärilar. Inga underarter finns listade i Catalogue of Life.